# Megaselia pentagonalifrons
Megaselia pentagonalifrons är en tvåvingeart som beskrevs av Rudolf Beyer 1965. Megaselia pentagonalifrons ingår i släktet Megaselia och familjen puckelflugor. Inga underarter finns listade i Catalogue of Life.